# قائمة حلقات نيفرلاند الموعودة
سلسلة الأنمي نيفرلاند الموعودة مستوحات من سلسلة المانغا التي تحمل نفس العنوان، والتي كتبها كايو شيراي ورسمتها بوسوكا ديميزو. تم الإعلان عن مسلسل الأنمي التلفزيوني في العدد السادس والعشرين من شونن جمب الأسبوعية في 28 مايو 2018. تم عرض المسلسل لأول مرة في 11 يناير 2019.  المسلسل متحرك من قبل كلوفر ووركس وإخراج مامورو كانبي، وكازواكي شيمادا الذي صمّم تصميمات الشخصيات، وتاكاهيرو أوباتا يؤلف الموسيقى. استمر الموسم الأول لمدة 12 حلقة. يتم بثه على أمازون فيديو، ولكن فقط في اليابان، 
قامت أوفيرورلد بأداء الأغنية الرئيسية الافتتاحية للمسلسل بعنوان «تاتش أوف»، بينما قام كو شو ني بأداء أغنية نهاية المسلسل بعنوان «زيتاي زيتسومي» و«لامب». قامت شركة انيبليكس ببث المسلسل على كرانشي رول وهولو وفنميشن ناو وهيدايف، بدءًا من 9 يناير 2019. يتزامن المسلسل على أنمي لاب في أستراليا ونيوزيلندا  في 28 مارس 2019، أعلنت شركة أدلت سويم أن الموسم الأول من الأنمي سيُعرض على مجموعة برامج تونامي بدءًا من 14 أبريل 2019. بدأت نتفليكس بث المسلسل في 1 سبتمبر 2020 في الولايات المتحدة، وكندا، وأمريكا اللاتينية.
تم الإعلان عن الموسم الثاني في مارس 2019. كان من المقرر في الأصل أن يتم العرض الأول في أكتوبر 2020 ولكن تم تأجيله بسبب جائحة فيروس كورونا. تم بث الموسم الثاني على قناة تلفزيون فوجي نويتامينا من 8 يناير إلى 26 مارس 2021. يعود الموظفون الرئيسيون وأعضاء فريق التمثيل لإعادة تمثيل أدوارهم. كيرو أكياما [秋山黄色] يؤدي الأغنية الرئيسية الافتتاحية للموسم الثاني بعنوان «هوية»، بينما تؤدي ميوك أغنية نهاية الموسم الثاني بعنوان «السحر».

## نظرة عامة على السلسلة
| الموسم | الموسم | الحلقات | الحلقات | البث الأصلي   | البث الأصلي  |
| الموسم | الموسم | الحلقات | الحلقات | البث الأول    | البث الأخير  |
| ------ | ------ | ------- | ------- | ------------- | ------------ |
|        | 1      | 12      | 12      | 11 يناير 2019 | 29 مارس 2019 |
|        | 2      | 11      | 11      | 8 يناير 2021  | 26 مارس 2021 |

## قائمة الحلقات

### الموسم الأول (2019)
| رقم الحلقة | العنوان  | الإخراج                        | الكتابة                   | تاريخ البث الأصلي | تاريخ البث الإنجليزي |
| ---------- | -------- | ------------------------------ | ------------------------- | ----------------- | -------------------- |
| 1          | "121045" | هيديكازو هارا                  | توشيا أونو                | 11 يناير 2019     | 14 أبريل 2019        |
| 2          | "131045" | يوشيكي كيتاي                   | هيديكازو هارا وتوشيا أونو | 18 يناير 2019     | 21 أبريل 2019        |
| 3          | "181045" | ساتوشي فروهاشي                 | توشيا أونو                | 25 يناير 2019     | 28 أبريل 2019        |
| 4          | "291045" | ريوتا كاوهارا                  | شياكي ناغاي               | 1 فبراير 2019     | 5 مايو 2019          |
| 5          | "301045" | كاكوشي إيفوكو وتاكاهيرو هارادا | شياكي ناغاي               | 8 فبراير 2019     | 12 مايو 2019         |
| 6          | "311045" | توشيماسا إيشي                  | توشيا أونو                | 15 فبراير 2019    | 19 مايو 2019         |
| 7          | "011145" | شوهي ياماناكا                  | سيكو تاكاغي               | 22 فبراير 2019    | 26 مايو 2019         |
| 8          | "021145" | أيكا إيكيدا                    | سيكو تاكاغي               | 1 مارس 2019       | 2 يونيو 2019         |
| 9          | "031145" | هيروكي إيتاي                   | شياكي ناغاي               | 8 مارس 2019       | 16 يونيو 2019        |
| 10         | "130146" | أياكو كوراتا                   | شياكي ناغاي               | 15 مارس 2019      | 16 يونيو 2019        |
| 11         | "140146" | كايتو أساكورا                  | توشيا أونو                | 22 مارس 2019      | 23 يونيو 2019        |
| 12         | "150146" | مامورو كانبي ويوشيكي كيتاي     | توشيا أونو                | 29 مارس 2019      | 30 يونيو 2019        |

### الموسم الثاني (2021)
| رقم الحلقة | العنوان          | الإخراج                                      | الكتابة            | تاريخ البث الأصلي | تاريخ البث الإنجليزي |
| ---------- | ---------------- | -------------------------------------------- | ------------------ | ----------------- | -------------------- |
| 13         | "الحلقة 01"      | تاكاهيرو هارادا                              | توشيا أونو         | 8 يناير 2021      | 11 أبريل 2021        |
| 14         | "الحلقة 02"      | أياكو كوراتا                                 | توشيا أونو         | 15 يناير 2021     | 18 أبريل 2021        |
| 15         | "الحلقة 03"      | يايوي تاكانو                                 | توشيا أونو         | 22 يناير 2021     | 25 أبريل 2021        |
| 16         | "الحلقة 04"      | كاكوشي إيفوكو                                | توشيا أونو         | 29 يناير 2021     | 2 مايو 2021          |
| 17         | "الحلقة 05"      | تاكاهيرو هارادا                              | سيكو تاكاجي، ناناو | 5 فبراير 2021     | 9 مايو 2021          |
| حلقة خاصة  | "الدليل" (道 標) | غير متاح                                     | غير متاح           | 12 فبراير 2021    | غير متاح             |
| 18         | "الحلقة 06"      | يوشيكي كيتاي                                 | ناناو              | 19 فبراير 2021    | 16 مايو 2021         |
| 19         | "الحلقة 07"      | آري ياسوكاوا                                 | ناناو              | 26 فبراير 2021    | 23 مايو 2021         |
| 20         | "الحلقة 08"      | هيروكي إيتاي                                 | ناناو              | 5 مارس 2021       | 30 مايو 2021         |
| 21         | "الحلقة 09"      | كاكوشي إيفوكو، سوميتو ساساكي، تسويوشي توميتا | ناناو              | 12 مارس 2021      | 6 يونيو 2021         |
| 22         | "الحلقة 10"      | أياكو كوراتا، ريو كوداما، شيجيرو فوكاس       | غير متاح           | 19 مارس 2021      | 13 يونيو 2021        |
| 23         | "الحلقة 11"      | يوكيكو إيماي، يوشيكي كيتاي، هيروكي إيتاي     | غير متاح           | 26 مارس 2021      | 20 يونيو 2021        |

## روابط خارجية
- باللغة اليابانية
- باللغة الإنجليزية
- باللغة الإنجليزية